# Lymantria vinacea
Lymantria vinacea är en fjärilsart som beskrevs av Moore 1879. Lymantria vinacea ingår i släktet Lymantria och familjen tofsspinnare. Inga underarter finns listade i Catalogue of Life.